# Krui (jezik)
Krui dijalekt (kroe, kru'i, western lampung, njo; ISO 639-3: krq; povučen), dijalekt jezika lapung api, kojim je govorilo 31 687 (2000 WCD) iz plemena Krui ili Kroe, rođacima plemena Komering, s kojima su kolektivno nazivani Njo. Većina ih živi oko gradova Krui, Sanggi i Kotajawa.
Nekada se smatrao samostalnim jezikom koji je pripadao pesisirskoj podskupini llampunških jezika.

## Vanjske poveznice
- Ethnologue (14th)
- Ethnologue (16th)